# Philémon et Baucis (Rembrandt)
Pour les articles homonymes, voir Philémon et Baucis (homonymie).
Philémon et Baucis est une peinture à l'huile sur bois du peintre néerlandais Rembrandt réalisée en 1658 et conservée à la National Gallery of Art (Washington).

## Description
Le tableau représente un épisode des Métamorphoses d'Ovide, celui de Philémon et Baucis. Jupiter et Mercure, déguisés en mortels, demandent l'hospitalité à Philémon et Baucis, un couple âgé vivement pauvrement dans une cabane. Le couple tente de tuer leur seule oie pour offrir un repas aux étrangers, mais Jupiter les en empêche. En remerciement de leur hospitalité, les dieux les récompensent richement. L'œuvre de Rembrandt dépeint le moment où l'oie est épargnée et où les dieux se font reconnaitre comme tels par Philémon et Baucis.
Quatre personnages sont représentés autour d'une table. Philémon et Baucis sont agenouillés à gauche ; Philémon tient son chapeau entre les mains tandis que Baucis essaye d'attraper l'oie. Au centre, Jupiter, portant un manteau pourpre et doré, regarde le couple. Sa tête est éclairée par la source de lumière située derrière Mercure, à droite. Mercure lui-même est représenté de profil, sa silhouette se détachant sur le mur.
Le tableau est en très mauvais état, et comporte de nombreuses tentatives de restaurations peu réussies.

## Analyse
Un dessin préparatoire datant de vers 1655 est conservé au Kupferstichkabinett de Berlin,.
L'identité de l'auteur de la peinture n'est pas absolument certaine. Certains experts attribuent le tableau à Rembrandt tandis que d'autres considèrent qu'il pourrait être l'œuvre d'un de ses élèves. Une analyse du tableau par intelligence artificielle l'attribue à Rembrandt ou à son élève Arent de Gelder (1645-1727).
Pour cette peinture, Rembrandt s'inspire des tableaux d'Adam Elsheimer (Jupiter et Mercure dans la maison de Philémon et Baucis, vers 1608-1609, Gemäldegalerie Alte Meister de Dresde) et de Pierre Paul Rubens (Jupiter et Mercure chez Philémon et Baucis, vers 1620-1625, Kunsthistorisches Museum de Vienne). Rembrandt s'était déjà inspiré du tableau d'Elsheimer pour ses Pèlerins d'Emmaüs (vers 1628-1630, musée Jacquemart-André, Paris).
On retrouve des caractéristiques similaires entre ces peintures : la lumière derrière la tête du Christ ou de Mercure éclaire en contre-jour le personnage chez Elsheimer et dans les deux tableaux de Rembrandt, mais sans avoir la même portée spirituelle. De même, l'interaction entre Baucis et l'oie alors que Philémon reconnait les dieux est commune à Rubens et à Rembrandt ; toutefois, l'action est beaucoup plus marquée chez Rubens et dans le dessin préparatoire que dans le tableau final de Rembrandt. Une autre spécificité de Rembrandt est l'attitude calme et majestueuse de Jupiter, qui rappelle le Dieu chrétien. La position de Jupiter peut être inspirée de celle du Christ dans la Cène de Léonard de Vinci.

Rembrandt s'écarte ainsi d'une représentation strictement profane du mythe et insiste sur son aspect spirituel : bien que le peintre ne fasse pas explicitement le lien entre Philémon et Baucis et les pèlerins d'Emmaüs, le thème de la révélation divine est au centre de l'œuvre.

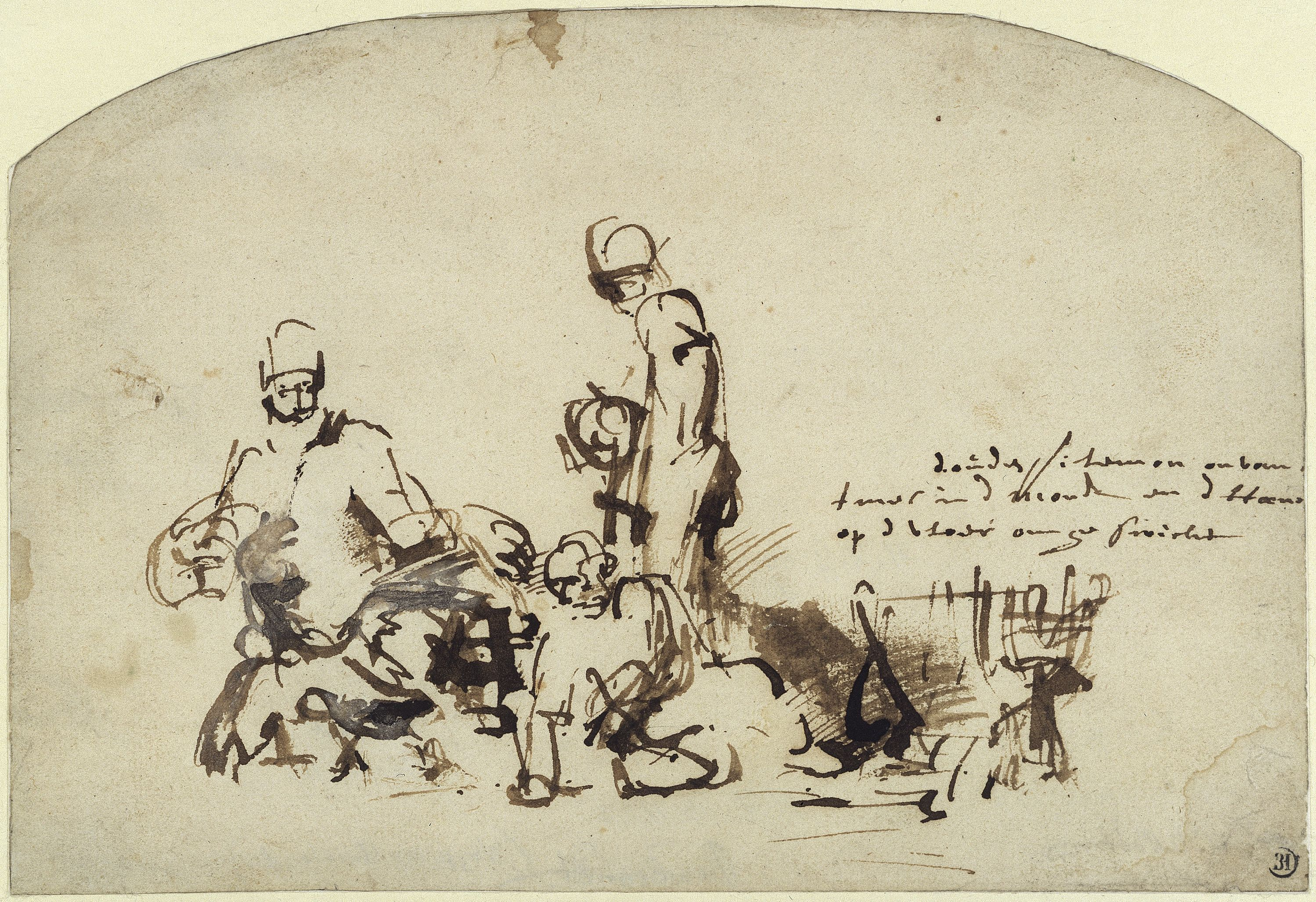
Rembrandt, Jupiter avec Philémon et Baucis, dessin, 1655, Berlin.
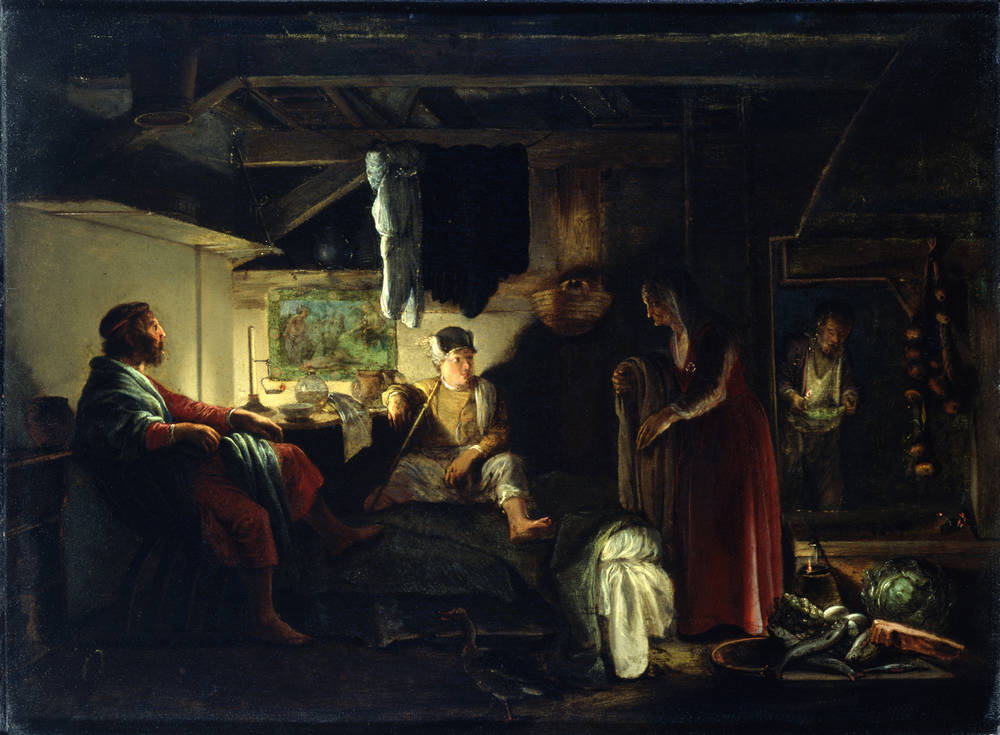
Adam Elsheimer, Jupiter et Mercure dans la maison de Philémon et Baucis, 1608-09, Dresde.
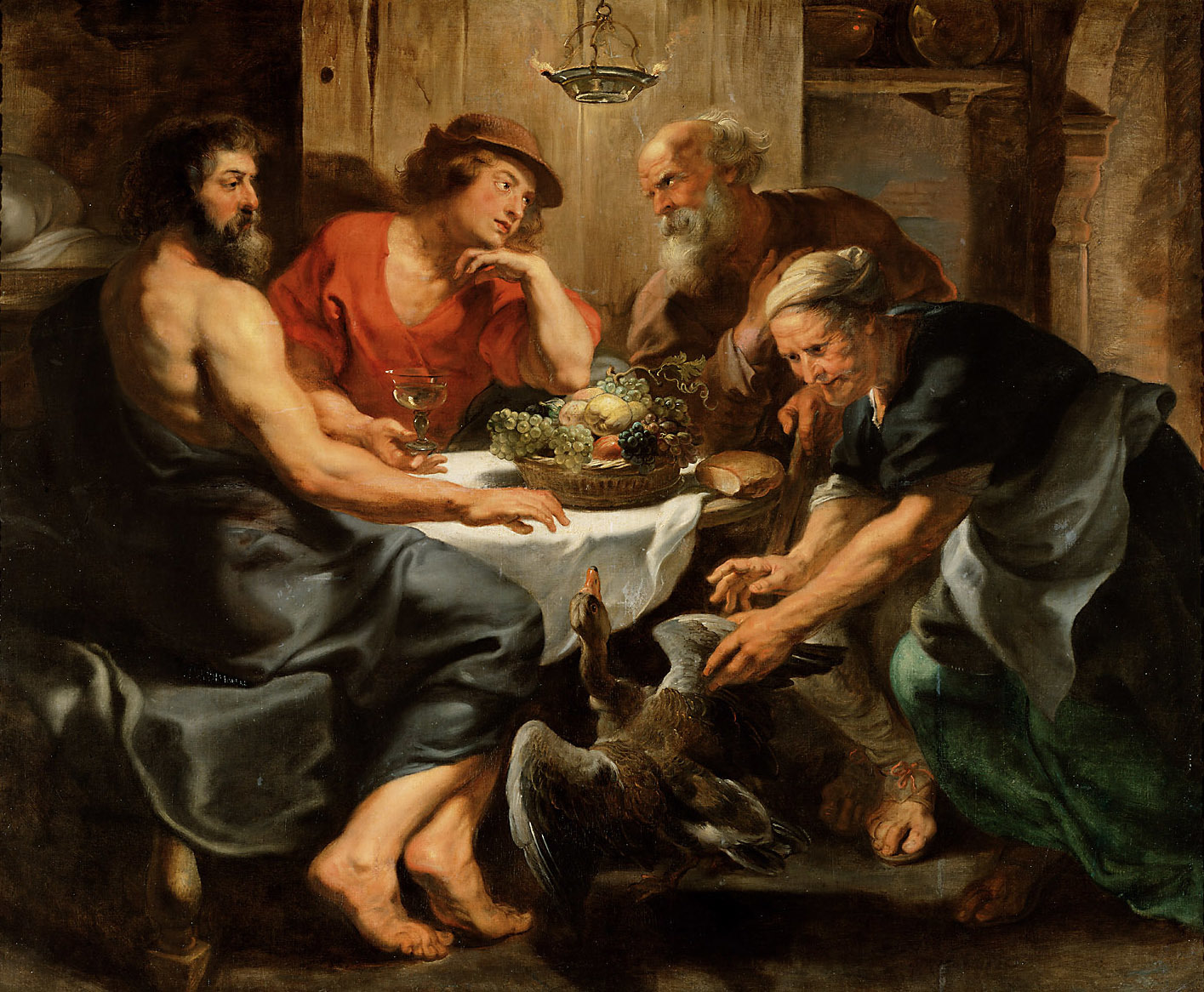
Rubens, Jupiter et Mercure chez Philémon et Baucis, 1620-25, Vienne.
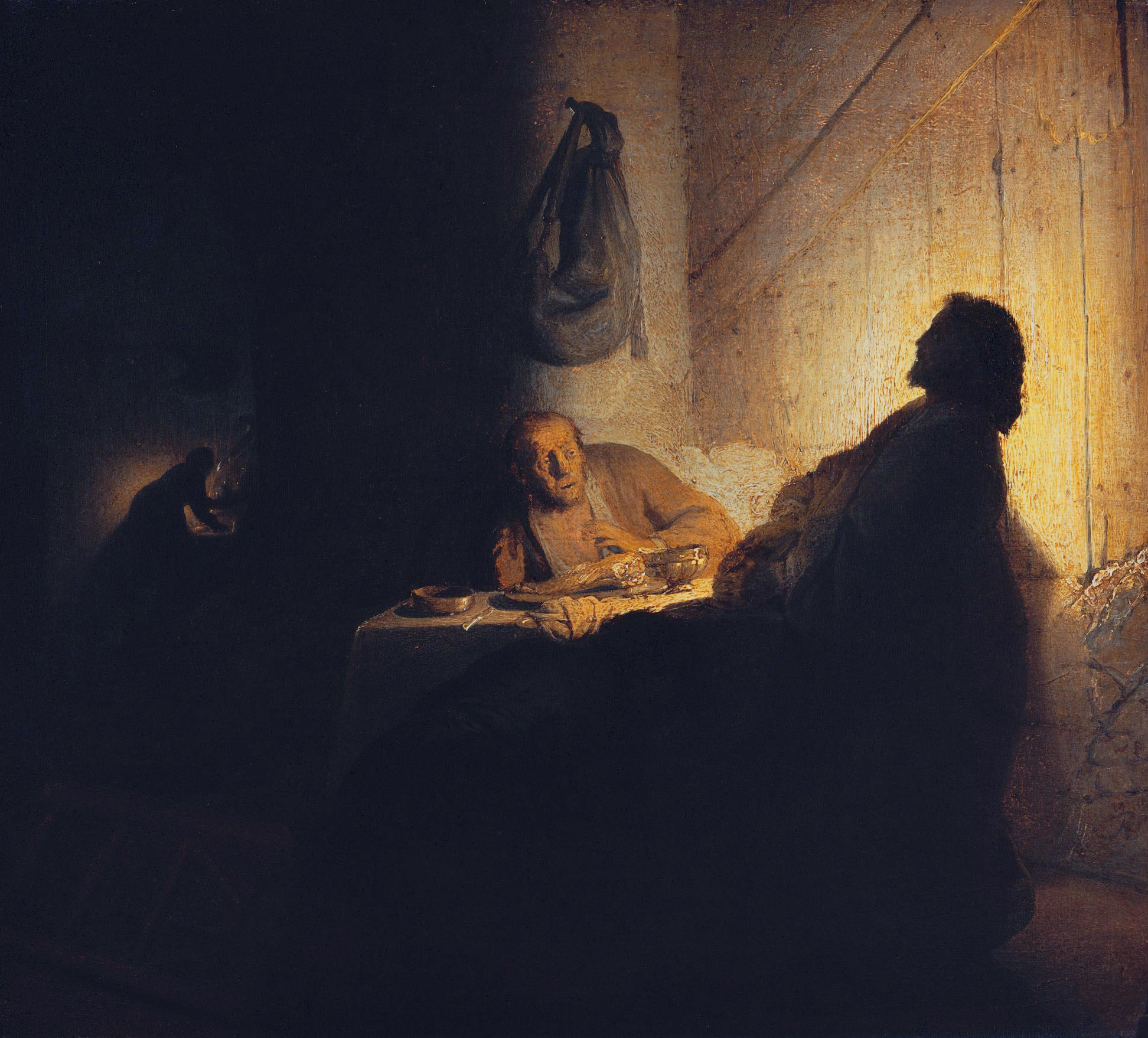
Rembrandt, Les Pèlerins d'Emmaüs, 1628-30, Paris.

## Provenance
L'œuvre a appartenu notamment au graveur britannique William Baillie, au financier américain Charles Yerkes, au banquier Otto Hermann Kahn, au collectionneur et philanthrope Joseph E. Widener (en), qui l'offre à la National Gallery of Art en 1942.

## Sources
: document utilisé comme source pour la rédaction de cet article.
- [Helms 2023] (en) Fiona Helms, « Wine That Never Stops Flowing: A Contextualization of Rembrandt’s Philemon and Baucis », Columns: The Mary Washington Humanities and Social Science Journal, Université de Mary Washington, vol. 3, no 1,‎ 2023, p. 24-33 (lire en ligne [PDF])
- [Reuter 2023] (en) Wolfgang Reuter, « Original or Pupil? : Possible applications of Artificial Intelligence in attribution issues using the example of the Rembrandt Research Project », Kunstgeschichte. Open Peer Reviewed Journal,‎ 2023 (lire en ligne [PDF]).
- [Stechow 1940] (en) Wolfgang Stechow, « The Myth of Philemon and Baucis in Art », Journal of the Warburg and Courtauld Institutes, University of Chicago Press, vol. 4, nos 1/2,‎ 1940, p. 103-113 (DOI 10.2307/750126, JSTOR 750126, lire en ligne).
- [van de Wetering 2010] (en) Ernst van de Wetering, chap. V 27 « Rembrandt or pupil – Jupiter and Mercury visiting Philemon and Baucis », dans Ernst van de Wetering et al., A Corpus of Rembrandt Paintings, vol. V : The Small-Scale History Paintings, Dordrecht, Springer, coll. « Rembrandt Research Project », 2010, 674 p. (ISBN 978-1-4020-4607-0), p. 613-620.
- [van de Wetering 2014] (en) Ernst van de Wetering, A Corpus of Rembrandt Paintings, vol. VI : Rembrandt's Paintings Revisited - A Complete Survey, Dordrecht, Springer, coll. « Rembrandt Research Project », 2014, 736 p. (ISBN 978-94-017-9173-1, LCCN 82018790, DOI 10.1007/978-94-017-9240-0)
- [Wheelock 2014] (en) Arthur K. Wheelock, « Philemon and Baucis, 1658 : Entry », sur nga.gov, National Gallery of Art, 24 avril 2014. .